# DeaDBeeF
DeaDBeeFは WindowsとLinuxなどのUnix系OSで使用できるメディアプレーヤーである。AndroidバージョンもGoogle Playで利用可能であるが、2016年以降アップデートがされていない。また、AndroidバージョンのDeaDBeeFは広告が表示される。しかし、Android版以外はFOSSである。

## 歴史
2009年8月に初版が公開された。 DeaDBeeFの作者は、DeaDBeeFの作成理由として、Linux上の既存の音楽プレーヤーに対する不満を挙げている。 
DeaDBeeFの名称はマジックナンバーの0xDEADBEEFに基づいている。

## 特徴
DeaDBeeFには以下のような機能がある。
- MP3、FLAC、APE、TTA、Vorbis、WavPack、Musepack、AAC、ALAC、WMA、WAV、DTS、audio CDや多くの形式のMODなど、多くのフォーマットへの対応や、ゲームコンソールからの音楽に対応する。また、TAKとOpusはffmpeg/libav経由でサポートされる。
- 組み込み形式と外部ファイルの両方でのCUEシートのサポート。iso.wvのサポート。
- UTF-8やWindows-1251とISO 8859-1などの文字コードのサポート。
- GNOMEやKDE、gstreamerなどに依存しないプログラミング。
- プラグインへの対応。
- ギャップレス再生対応。
- カスタマイズ可能なsystemd通知(systemd notifications)。
- M3UとPLSフォーマットへの読み書きのサポート。
- SHOUTcastやIcecast、MMS、HTTP、FTPを使用したポッドキャストのネットワーク再生への対応。
- カスタマイズ可能なキーボードのショートカットキー。
- ID3v1、ID3v2、APEv2、Vorbis comments、iTunesなどの形式のタグの読み書きサポート。
- 一括タグ付けやカスタマイズ可能なタグ付け機能。
- リサンプリング機能。
- 特定の構成においてのビットパーフェクト出力。
- ALSA、PulseAudio、OSSでのサウンド出力。
- last.fm、libre.fm、またその他のGNU FM serverでのScrobbling機能。
- 一括指定可能なトランスコーダー。
- ReplayGainのサポート。
- サラウンドの再生機能。
- 18-bandのEQ。
- シンプルなCUIと、GTK+で実装されたGUI。また、GUIはカスタマイズ可能。

## 関連リンク
- 公式ウェブサイト
- DeaDBeeF Player on Google Play